# Кім Син Мін
Кім Син Мін (англ. Kim Seung-min, кор. 김승민), більш відомий за псевдонімом Синмін (англ. Seungmin, кор. 승민) — вокаліст південнокорейського бой-бенду Stray Kids компанії JYP Entertainment. За даними Корейської асоціації музичних авторських прав (КОМСА) на його ім'я зареєстровано 18 композицій.

## Біографія
Кім Син Мін народився 22 вересня 2000 у Сеулі, Південна Корея. Окрім нього в родині є сестра, яка старша на сім років. Його дідусь був пітчером у старшій школі, натхнений його прикладом він хотів стати бейсболістом. Коли йому було 9 років, його сфотографували під час того як він виконував урочистий перший кидок на грі SK Wyverns, південнокорейської бейсбольної команди. Але через погіршення фінансового становища у родині, мрію про спорт довелося покинути. Музикою Син Мін почав активно цікавитись, будучи у четвертому класі, де він брав участь у конкурсі дитячих віршів та співав у хорі.
Впродовж декількох місяців разом з родиною мешкав у Сполучених Штатах і певний час навчався в у школі Лос-Анджелеса. Навчався в гуманітарному класі Cheongdam High School, у лютому 2019 року закінчив школу.

## Кар'єра

### До дебюту
В старшій школі близько товаришував з Лі Де Хві (учасник гуртів AB6IX і Wanna One). Перед тим, як Де Хві перейшов у SOPA (School Of Performing Arts Seoul), він став трейні у JYP Entertainment і цим надихнув Син Міна пройти прослуховування.
На тринадцятому прослуховувані JYP Entertainment у 2017 році посів друге місце. Тоді він виконав кавер на «Old Song» південногокорейського виконавця Kim Dong Ryul.
А через рік після прослуховування він та ще вісім учасників приєдналися до «Male Group Project», які стали учасниками реаліті-шоу на Mnet, метою якого був дебют усіх дев'яти мемберів. Пізніше стало відомо, що гурт отримав назву Stray Kids.

### Дебют і подальша діяльність

#### 2018—2020 роки
Синмін дебютував у складі Stray Kids 25 березня 2018 року.
18 липня 2018 року Синмін разом з Хан Хі Джуном приєднався до Джеймі (15&) у проведенні After School Club на каналі Arirang TV. Після двадцяти двох випусків він залишив місце ведучого через свою зайнятість у групі.
12 липня 2019 вийшов перший епізод програми We K-pop, де Синмін знову приміряв на себе роль ведучого разом з комедіанткою Кім Шин Йон, учасником гурту 2PM Ніккуном та учасником гурту SF9 Інсоном.
19 лютого 2019 року JYP Entertainment опублікували новину про те, що Синмін отримав травму спини під час зйомок. У лікарні він пробув пару днів і виписався після того, як прийшов до норми.
З 24 листопада 2020 року Синмін та Лі Ноу є регулярними гостями на Day6 Kiss The Radio (DeKiRa), ведучим якого є Йонкей із гурту DAY6. На радіо у них була спеціальна рубрика «Виклик! SKZ», в якій вони зачитували різні історії по ролях, після чого шляхом голосування, присутніх працівників на ефірі, визначався переможець, а тому хто програв доводилося виконувати покарання, відео якого згодом завантажували на інстаграм канал радіо.

#### 2021 рік
Спільна композиція Чанбіна і Синміна 조각 (англ. «pieces», укр. «шматочки») була опублікована 24 березня 2021 року на YouTube каналі Stray Kids у рамках SKZ-RECORD. У пісні закладена ідея про самих Stray Kids, які все ще рухаються до своєї мети і вони не хочуть пропустити нічого на своєму шляху. І це не тільки приємні моменти, біль та проблеми є також невід'ємними «шматочками» цього процесу, які з'єднуються разом аби створити фінальну картину прекрасного майбутнього.
Композиція «오늘 밤 나는 불을 켜» Бан Чана, Чанбіна, Фелікса та Синміна, на вампірську тематику та відео до неї були опубліковані 19 червня 2021 у рамках SKZ-PLAYER. Дослівний переклад на укр. «сьогодні вночі я запалю світло». Коли наступає ніч, і весь світ занурюється у сон, а ти, лежачи у ліжку під ковдрою, ніяк не заснеш, адже в тебе так багато справ, на які варто звернути увагу. Залишається тільки одне «Up All Night», укр. «не спати всю ніч».
У додатку V LIVE Синмін час від часу проводить сольні прямі трансляції «Seungmin's Small but Certain Happiness», (укр. «Маленьке, але надійне щастя Синміна») на яких спілкується з фанатами та розповідає про останні події у своєму житті та житті учасників гурту. Інколи з'являється на трансляціях інших мемберів Stray Kids.
26 вересня в ефірі телеканалу tvN та платформі Netflix вийшов 10 епізод дорами «Ча-Ча-Ча на узбережжі», де у фінальній сцені епізоду лунав саундтрек у виконанні Синміна. Офіційно саундтрек вийшов на цифрових платформах 10 жовтня. «Here Always» дебютувала на 8 місці чарта Billboard World Digital Song Sales. Перша сольна композиція Синміна увійшла до списку Топ-15 саундтреків 2021 року по версії Genius Korea.
5 жовтня 2021 з'явилася інформація, що Синмін буде спеціальним діджеєм з 11 по 15. Цікаво, що першим його гостем став Лі Ноу, інший учасник гурту Stray Kids, з яким вони регулярними гостями на Day6 Kiss The Radio (DeKiRa). 12 жовтня — Мінхьок із гурту BtoB, 13 жовтня — Суджин, Мандей, Соин та Джехі з жіночого гурту Weeekly, 14 жовтня — учасники гурту Onewe, а 15 жовтня Синмін провів сольний ефір без гостей.
Синмін та Лі Ноу стали, знову, регулярними гостями Kiss The Radio, яке змінило свою назву на BtoB Day6 Kiss The Radio (радіо ведучим якого став Мінхьок із гурту BtoB). В зв'язку з активною зайнятістю гурту, 27 грудня вони в останнє з'явилися в свої рубриці «Виклик! SKZ».
31 грудня в соціальних мережах гурту з'явилося відео на композицію «#LoveSTAY», яка стала новорічним подарунком для фанатів. Відео містило нарізку кадрів зі знімання музичних кліпів, інших розважальних проектів Stray Kids та безпосередньо відео із запису самої композиції в студії. У ліриці учасники звертаються до своїх шанувальників та висловлюють свою подяку за підтримку, яку вони від них отримують від початку дебюту і дотепер.

#### 2022 рік
1 березня вийшов епізод LeeMujin Servise (KBS) в якому з'явився Синмін, він виконав кавери «Behind the Page», «Drunken Truth», «Heejae». Разом з Лі Му Джіном вони виконали «My Sea». Також у епізоді прозвучала версія «Levanter» від Лі Му Джіна.
Разом з Лі Ноу з'явився в епізоді шоу I Can See Your Voice, в ефір випуск вийшов 5 березня (tvN, Mnet). Також було анонсовано, що одним із ведучих у епізоді з WEi, Weekly Idol, буде Синмін.

## Особиста діяльність
| Дата виходу | Назва                                                                                       | Примітки                       |
| ----------- | ------------------------------------------------------------------------------------------- | ------------------------------ |
| 02/09/2018  | Woojin X Seungmin X I.N \| [Stray Kids: SKZ-PLAYER]                                         | [ 30 ]                         |
| 04/05/2020  | Seungmin «시작» Cover (원곡 : 가호) \| [Stray Kids: SKZ-RECORD]                             | [ 31 ]                         |
| 23/05/2020  | Seungmin «예뻤어» Cover (원곡: DAY6) \| [Stray Kids: SKZ-RECORD]                            | [ 32 ]                         |
| 20/07/2020  | 빵꿀즈 «Yeah민Boss» / 티격태격 «잔소리 대마왕» \| [Stray Kids SKZ-RECORD]                   | Результат роботи Two Kids Song |
| 24/08/2020  | HAN, Seungmin «Congratulations» Cover (원곡: DAY6) \| [Stray Kids: SKZ-RECORD]              | [ 34 ]                         |
| 29/10/2020  | Seungmin «그렇게 있어 줘» Cover (원곡: 산들) \| [Stray Kids: SKZ-RECORD]                    | [ 35 ]                         |
| 01/01/2021  | Seungmin «Love Again» Cover (원곡: 백현) \| [Stray Kids: SKZ-RECORD]                        | [ 36 ]                         |
| 24/03/2021  | Changbin, Seungmin «조각» \| [Stray Kids: SKZ-RECORD]                                       | [ 37 ]                         |
| 07/05/2021  | Seungmin «3108» Cover (원곡: 하현상) \| [Stray Kids: SKZ-RECORD]                            | [ 38 ]                         |
| 19/06/2021  | Bang Chan, Changbin, Felix, Seungmin «오늘 밤 나는 불을 켜» \| [Stray Kids: SKZ-PLAYER]     | [ 39 ]                         |
| 10/10/2021  | [갯마을 차차차 OST Part 7] Stray Kids (스트레이 키즈) — Here Always (승민 of Stray Kids) MV | [ 17 ] [ 40 ]                  |
| 31/12/2021  | Stray Kids «#LoveSTAY»                                                                      | [ 41 ]                         |
| 10/02/2022  | HAN, Seungmin «Zombie» Cover (원곡: DAY6) [Stray Kids: SKZ-RECORD]                          | [ 42 ]                         |